# Ерзурум (вилает)
Ерзурум (на турски: Erzurum) е вилает в Източна Турция. Административен център на вилаета е едноименният град Ерзурум.
Вилает Ерзурум е с население от 958 875 жители (оценка от 2006 г.) и обща площ от 25 066 кв. км. Вилает Ерзурум е разделен на 19 общини.

## Население
Численост на населението според преброяванията през годините:
| Година | Численост |
| 1990   | 848 201   |
| 2000   | 937 389   |
| 2011   | 781 626   |